# Pietro II Guarneri
Pietro Guarneri (Cremona, 14 aprile 1695 – Venezia, 4 aprile 1762) è stato un liutaio italiano.

## Biografia
Figlio di Giuseppe Giovanni Battista, conosciuto anche col nome di Pietro di Venezia, si stabilì a Venezia nel 1717. Fu assunto nella bottega di Matteo Sellas nella Calle dei Stagneri. Nel 1728 sposò nella chiesa di S. Lio (Leone) Angiola Maria Ferrari, abitando in affitto in Salizada S. Lio. Ebbe 11 figli (sette maschi e quattro femmine, otto dei quali gli premorirono). Nella bottega di Sellas si occupò soprattutto di riparazione e restauro di strumenti ad arco e il primo violino conosciuto con la sua etichetta personale è del 1724. Nel 1733 si mise a lavorare in proprio in una casa con bottega in affitto in Salizada San Lio 63, costruendo soprattutto violini, qualche violoncello e pochissime viole (se ne conosce soltanto una del 1742), ma l'attività liutaria non lo fece mai arricchire. Morì di polmonite a 66 anni. Fu sepolto nella chiesa di S. Lio, dove lo raggiunge anche la vedova nel 1777.